# Cercles
Cercles – miejscowość i dawna gmina we Francji, w regionie Nowa Akwitania, w departamencie Dordogne. W 2013 roku populacja gminy wynosiła 207 mieszkańców. 
W dniu 1 stycznia 2017 roku z połączenia dwóch ówczesnych gmin – La Tour-Blanche oraz Cercles – utworzono nową gminę La Tour-Blanche-Cercles. Siedzibą gminy została miejscowość La Tour-Blanche. 